# Bergsegler
Der Bergsegler (Aeronautes montivagus) ist eine Vogelart aus der Familie der Segler (Apodidae). Diese Art hat ein großes Verbreitungsgebiet, das sich über die Länder Argentinien, Bolivien, Peru, Ecuador, Kolumbien, Venezuela, Brasilien und Guyana erstreckt. Der Bestand wird von der IUCN als „nicht gefährdet“ (least concern) eingeschätzt.

## Merkmale
Der Bergsegler erreicht eine Körperlänge von etwa 12–13 Zentimetern bei einem Gewicht von etwa 19 Gramm. Der Körper hat ein stromlinienförmiges Profil mit geringfügig gegabeltem Schwanz ohne Dornenansätze. Die Oberseite des Männchens ist glänzend rußig-braun. Die Schirmfedern und den Schwanz zieren weiße Flecke, die aber durch Ausbleichung manchmal nicht zu erkennen sind. Kehle und Brust sind weiß bis weißgrau, während der Rest der Unterseite dunkel schokoladenbraun ist. An den Flanken wird das Braun von kleinen weißen Flecken durchzogen, die sich über den Bauch zu einem schmalen, aber deutlichen weißen Band hinziehen. Der Sexualdimorphismus ist nicht besonders ausgeprägt. Das Weibchen ist lediglich im Gesamterscheinungsbild etwas mehr braun und hat weniger bis keine weißen Flecken am Schwanz. Kehle und Brust sind braun marmoriert. Das Bauchband ist schmaler bis gar nicht vorhanden.

## Verhalten
Man sieht die Bergsegler normalerweise über hohen Hügeln und Bergrücken umherschwirren. Hier sind sie in Gruppen zwischen zehn und 30 Tieren zu beobachten. Sie fliegen relativ niedrig bis mäßig hoch über dem Bergterrain, speziell in Tälern und Canyons. Gelegentlich mischen sie sich unter andere Seglergruppen wie z. B. unter Rothalssegler. Ihr Flug ist außerordentlich schnell. Ihre Nester bauen sie in Brutkolonien in Klippenwänden oder Löchern von Gebäuden.

## Verbreitung und Lebensraum
Sie bewegen sich im halboffenen Terrain der subtropischen und gemäßigten Zonen in Höhen von 500 bis zu 2700 Metern, selten sogar bis 3000 Metern. Dabei bevorzugen sie die von aridem Klima geprägten zentral- und interandinen Täler.

## Unterarten
Es werden zwei Unterarten beschrieben, die sich vor allem in ihrer Färbung und ihrem Verbreitungsgebiet unterscheiden:
- Aeronautes montivagus montivagus (d’Orbigny & Lafresnaye, 1837)[1] – Nominatform. Das Verbreitungsgebiet dieser Unterart sind viele kleine, isolierte Gebiete der Kordilleren im Norden Venezuelas bis südlich in die Anden im nördlichen Zentral-Bolivien und Nordwesten Argentiniens.
- Aeronautes montivagus tatei (Chapman, 1929)[2] – Die Unterart unterscheidet sich von der Nominatform durch die blauschwarze Oberseite. Sie kommt an den Tepuis im Süden Venezuelas und im extremen Norden Brasiliens vor. In Guyana wurden hin und wieder Vögel auf der guyanischen Seite des Roraima-Tepui, an den Kaieteur-Fällen und in den Bergen von Kanuku gesichtet.[3]

## Etymologie und Forschungsgeschichte
Die Erstbeschreibung des Bergseglers erfolgte 1837 Alcide Dessalines d’Orbigny und Frédéric de Lafresnaye unter dem Binomen Cypselus montivagus. Als Fundort gaben sie Santa Cruz de la Sierra an. 1892 führte Ernst Hartert die neue Gattung Aeronautes ein. Das Wort setzt sich aus den griechischen Wörtern αηρ, αερος aēr, aeros für „Luft“ und ναυτης, ναυτης nautēs, naus „Segler, Pilot, Seemann, Schiff“ zusammen. Das Artepitheton montivagus steht für „durch die Berge streifend“ oder „über die Berge wandernd“ zusammengesetzt aus den lateinischen Worten mons, montis für „Berg“ und vagare für „wandern“. Die Unterart A. m. tatei wurde von Chapman als neue ArtDuidia tatei beschrieben. Tatei ehrt seinen Entdecker George Henry Hamilton Tate (1894–1953), der in dieser Zeit der Führer der Tyler-Duida-Expedition war.